# 2014년 한국시리즈
2014 한국야쿠르트 7even 프로야구 한국시리즈는 2014년 11월 4일부터 정규시즌 우승팀으로 통합 4연패에 도전하는 삼성 라이온즈와 플레이오프 승자로 창단 첫 우승에 도전하는 넥센 히어로즈와의 7전 4선승제 경기로 거행되었다. 결과는 삼성 라이온즈가 4승 2패로 우승을 차지하면서 한국프로야구 사상 최초로 정규시즌과 한국시리즈 통합 4연패를 달성했다. 한국시리즈 MVP로는 한국시리즈에서 타율 .333 24타수 8안타(4홈런) 10타점 8득점을 기록한 야마이코 나바로가 선정되었다.

## 정규시즌
| 순위 | 구단          | 경기 | 승 | 무 | 패 | 승률  | 연속 | 게임차 |
| ---- | ------------- | ---- | -- | -- | -- | ----- | ---- | ------ |
| 1    | 삼성 라이온즈 | 128  | 78 | 3  | 47 | 0.624 | 1패  | 0.0    |
| 2    | 넥센 히어로즈 | 128  | 78 | 2  | 48 | 0.619 | 6승  | 0.5    |
| 3    | NC 다이노스   | 128  | 70 | 1  | 57 | 0.551 | 1패  | 9.0    |
| 4    | LG 트윈스     | 128  | 62 | 2  | 64 | 0.492 | 3패  | 16.5   |
| 5    | SK 와이번스   | 128  | 61 | 2  | 65 | 0.484 | 1패  | 17.5   |
| 6    | 두산 베어스   | 128  | 59 | 1  | 68 | 0.465 | 1승  | 20.0   |
| 7    | 롯데 자이언츠 | 128  | 58 | 1  | 69 | 0.457 | 1승  | 21.0   |
| 8    | KIA 타이거즈  | 128  | 54 | 0  | 74 | 0.422 | 2승  | 25.5   |
| 9    | 한화 이글스   | 128  | 49 | 2  | 77 | 0.389 | 5패  | 29.5   |

## 플레이오프 결과
|  | 준플레이오프 | 준플레이오프 | 준플레이오프 |  |  | 플레이오프 | 플레이오프    | 플레이오프 |  |  | 한국시리즈 | 한국시리즈    | 한국시리즈 |
|  |              |              |              |  |  |            |               |            |  |  |            |               |            |
|  |              |              |              |  |  |            |               |            |  |  | 1          | 삼성 라이온즈 | 4          |
|  |              |              |              |  |  | 2          | 넥센 히어로즈 | 3          |  |  | 2          | 넥센 히어로즈 | 2          |
|  | 3            | NC 다이노스  | 1            |  |  | 4          | LG 트윈스     | 1          |  |  |            |               |            |
|  | 4            | LG 트윈스    | 3            |  |  |            |               |            |  |  |            |               |            |

### 준플레이오프
준플레이오프에서는 1군 진입 두 번째 시즌 만에 첫 가을잔치에 초대를 받은 3위 NC 다이노스와 최하위에서 시작해 16년 만에 2년 연속 포스트시즌에 진출한 4위 LG 트윈스가 5전 3선승제의 승부를 펼쳤다. 총 4차전을 치러 LG 트윈스가 3승 1패로 NC 다이노스를 꺾고 2년 연속 플레이오프에 진출하였다. 시리즈 MVP는 LG 트윈스의 포수 최경철이 차지했다.

### 플레이오프
플레이오프에서는 정규시즌 2위로 플레이오프에 진출한 넥센 히어로즈와 준PO에서 3위 NC 다이노스를 꺾고 플레이오프에 진출한 4위 LG 트윈스가 5전 3선승제의 승부를 펼쳤다. 포스트시즌에서 처음으로 엘넥라시코가 성사된 가운데 총 4차전을 치러 넥센 히어로즈가 3승 1패로 LG 트윈스를 꺾고 2008년 창단 후 처음으로 한국시리즈에 진출하였다. 시리즈 MVP는 넥센 히어로즈의 내야수 강정호가 차지했다.

## 출전 선수 명단
| 팀            | 선수 명단 |
| 삼성 라이온즈 | - 감독 - 류중일 - 코치 - 김성래, 김용국, 김태한, 김현욱, 김한수, 김평호, 김재걸, 세리자와 (8명) - 투수 - 윤성환, 배영수, 장원삼, 밴덴헐크, 차우찬, 안지만, 심창민, 마틴, 권혁, 백정현, 임창용, 김현우 (12명) - 포수 - 진갑용, 이흥련, 이지영 (3명) - 내야수 - 이승엽, 조동찬, 김태완, 채태인, 나바로, 박석민, 김상수 (7명) - 외야수 - 박한이, 최형우, 박해민, 김헌곤, 우동균 (5명) |
| 넥센 히어로즈 | - 감독 - 염경엽 - 코치 - 이강철, 류영수, 김동수, 심재학, 허문회, 홍원기, 최만호, 박승민 (8명) - 투수 - 소사, 밴 헤켄, 오재영, 조상우, 마정길, 한현희, 김대우, 문성현, 김세현, 손승락 (10명) - 포수 - 허도환, 박동원 (2명) - 내야수 - 박병호, 서건창, 강정호, 김민성, 윤석민, 서동욱, 김지수, 김하성 (8명) - 외야수 - 이택근, 유한준, 이성열, 박헌도, 문우람, 로티노, 유재신 (7명)  |

## 경기 기록
| 일시                                                                  | 경기  | 원정팀(선공)  | 스코어 | 홈팀(후공)    | 개최 구장             | 개시 시각 | 관중수   | 경기 MVP                |
| --------------------------------------------------------------------- | ----- | ------------- | ------ | ------------- | --------------------- | --------- | -------- | ----------------------- |
| 11월 4일(화)                                                          | 1차전 | 넥센 히어로즈 | 4 - 2  | 삼성 라이온즈 | 대구시민운동장 야구장 | 18시 30분 | 10,000명 | 강정호 (넥센 히어로즈)  |
| 11월 5일(수)                                                          | 2차전 | 넥센 히어로즈 | 1 - 7  | 삼성 라이온즈 | 대구시민운동장 야구장 | 18시 30분 | 10,000명 | 윤성환 (삼성 라이온즈)  |
| 11월 7일(금)                                                          | 3차전 | 삼성 라이온즈 | 3 - 1  | 넥센 히어로즈 | 목동야구장            | 18시 30분 | 10,500명 | 박한이 (삼성 라이온즈)  |
| 11월 8일(토)                                                          | 4차전 | 삼성 라이온즈 | 3 - 9  | 넥센 히어로즈 | 목동야구장            | 14시 00분 | 10,500명 | 밴 헤켄 (넥센 히어로즈) |
| 11월 10일(월)                                                         | 5차전 | 넥센 히어로즈 | 1 - 2  | 삼성 라이온즈 | 서울종합운동장 야구장 | 18시 30분 | 23,257명 | 최형우 (삼성 라이온즈)  |
| 11월 11일(화)                                                         | 6차전 | 삼성 라이온즈 | 11 - 1 | 넥센 히어로즈 | 서울종합운동장 야구장 | 18시 30분 | 24,291명 | 윤성환 (삼성 라이온즈)  |
| 우승 : 삼성 라이온즈 (8번째), 한국시리즈 MVP : 나바로 (삼성 라이온즈) |       |               |        |               |                       |           |          |                         |

## 한국시리즈 경기 결과

### 1차전
2014년 11월 4일 - 대구시민운동장 야구장
| 팀 | 1 | 2 | 3 | 4 | 5 | 6 | 7 | 8 | 9 | R | H | E | B |
| 넥센 히어로즈 ◄ | 0 | 0 | 2 | 0 | 0 | 0 | 0 | 2 | 0 | 4 | 6 | 0 | 7 |
| 삼성 라이온즈 | 0 | 0 | 2 | 0 | 0 | 0 | 0 | 0 | 0 | 2 | 4 | 0 | 1 |
| 승리 투수: 조상우 패전 투수: 차우찬 세이브: 손승락 홈런: 넥센 – 강정호(차우찬 상대로 8회 2점) 삼성 – 야마이코 나바로(앤디 밴 헤켄 상대로 3회 2점) |   |   |   |   |   |   |   |   |   |   |   |   |   |

- 애국가 : 가수 벤
- 시구 : 홍양자 (이화여자대학교 체육학부 명예교수)
- 1차전 MVP: 넥센 강정호 - 3타수 1안타(1홈런) 3타점 1득점
- 삼성, 한국시리즈 한 경기 최다 몸에 맞는 공 타이 기록: 4개(역대 3번째)
- 넥센 박병호, 포스트시즌 한 경기 최다 몸에 맞는공 타이 기록: 2개(PS 21번째, KS 12번째)
- 삼성 배영수, 한국시리즈 투수 최다 경기 출장 타이기록: 23경기(역대 2번째)
- 삼성 진갑용, 한국시리즈 최고령 경기 출장 신기록: 40세 5개월 27일(종전 기록: SK 최동수 - 40세 1개월 20일 / 2011년 한국시리즈 5차전)
- 넥센, 창단 첫 한국시리즈 승리

1차전 선발로 삼성은 릭 반덴허크가, 넥센은 앤디 밴 헤켄이 각각 등판하였다.
경기 초반 팽팽한 투수전으로 전개되었으나, 넥센이 3회초 서건창의 우중간을 가르는 3루타와 뒤이어 나온 비니 로티노의 중견수 키를 넘기는 1타점 2루타로 먼저 선취 득점에 성공하였다. 이 후 유한준의 볼넷과 박병호의 깊은 우익수 뜬공으로 만들어진 1사 1,3루에서 강정호가 희생플라이로 3루 주자를 불러들이며 3회초에 넥센은 2득점에 성공하였다.
그러자, 삼성은 곧바로 김상수가 넥센 선발 앤디 밴 헤켄으로부터 스트레이트 볼넷으로 출루한 무사 1루에서 야마이코 나바로가 중앙 담장을 넘기는 2점 홈런(비거리: 125m)을 때려내며 바로 경기를 원점으로 돌려놓았다. 이후 양 팀의 선발 투수는 투수전을 펼치며 릭 반덴허크는 6.1이닝, 앤디 밴 헤켄은 6이닝을 소화하고 마운드를 불펜에게 넘겼다.
승부가 결정 지어진 것은 8회초였다. 넥센은 선두타자 박병호가 차우찬으로부터 몸에 맞는 공으로 출루했고 뒤이어 강정호가 좌중간 담장을 넘기는 2점 홈런(비거리: 120m)을 작렬 시키며 승부를 결정지었다.
넥센은 7회부터 올라온 조상우가 8회까지 2이닝을 퍼펙트로 막아냈으며 마무리 손승락이 9회말 삼성의 공격을 1피안타 무실점으로 막아내며 넥센이 1차전 승리를 거두게 되었다.

### 2차전
2014년 11월 5일 - 대구시민운동장 야구장
| 팀 | 1 | 2 | 3 | 4 | 5 | 6 | 7 | 8 | 9 | R | H  | E | B |
| 넥센 히어로즈 | 0 | 0 | 0 | 1 | 0 | 0 | 0 | 0 | 0 | 1 | 5  | 1 | 1 |
| 삼성 라이온즈 ◄ | 1 | 2 | 3 | 0 | 0 | 0 | 0 | 1 | X | 7 | 10 | 0 | 7 |
| 승리 투수: 윤성환 패전 투수: 헨리 소사 홈런: 넥센 – 박병호(윤성환 상대로 4회 1점) 삼성 – 야마이코 나바로(헨리 소사 상대로 2회 2점), 이승엽(헨리 소사 상대로 3회 2점) |   |   |   |   |   |   |   |   |   |   |    |   |   |

- 애국가 : 이남현 (장애인 성악가)
- 시구 : 허경호 (삼성 라이온즈 시각장애인 팬)
- 2차전 MVP: 삼성 윤성환 - 7이닝 4피안타(1피홈런) 1사사구 1실점 6탈삼진 (투구수 100개)
- 삼성 이승엽, 포스트시즌 통산 최다 홈런: 14개 (종전 기록: 두산 타이론 우즈 - 13개)
- 삼성 진갑용, 한국시리즈 최고령 안타: 40세 5개월 28일 (종전 기록 : 넥센 김동수 - 40세 1개월 20일)
- 삼성 박한이, 한국시리즈 경기 최다 볼넷 타이기록: 3개 (KS 15번째)

2차전 선발로 삼성은 윤성환이, 넥센은 헨리 소사가 각각 등판하였다.
삼성은 1회말부터 기선을 제압하였다. 1번타자 야마이코 나바로가 2루타로 출루하였고  박한이 뜬공으로 물러난 1사 3루에서 채태인이 좌중간에 1타점 적시 2루타를 때려내며 선취점을 올렸으나, 2사 후 서건창의 실책으로 만들어진 1,3루 상황에서 이승엽이 삼진으로 물러나 더 이상의 득점은 올리지 못했다.
이 후 2회말 삼성은 박해민의 볼넷 이지영의 희생번트, 김상수의 유격수 땅볼로 만들어진 2사 3루에서 야마이코 나바로가 좌중간을 넘어가는 2점 홈런(비거리: 125m)을 작렬시키며 달아나는데 성공했으며 3회말에는 2사 2루에서 이승엽이 우중간 담장을 넘기는 2점 홈런(비거리: 115m)을 때려냈고 뒤이어 박해민의 몸에 맞는 공과 도루로 만든 2사 2루에서 이지영이 1타점 적시타를 만들어내며 넥센 선발 소사를 강판시켰다.
반면 넥센은 4회초 박병호가 중앙 담장을 넘기는 1점 홈런(비거리: 130m)를 작렬시키며 반격을 시도했지만 5회초와 6회초 모두 선두타자가 출루 했으나 후속타 불발로 잔루가 되며 더 이상 추격을 하지 못했다. 넥센은 선발 헨리 소사가 강판된 이후 추격조를 등판시키며 투수 운용을 하였다.
삼성은 8회말 1사 1,2루에서 최형우가 1타점 적시타를 때려내며 달아나는 점수를 만들었고 이후 안지만 - 임창용이 8회와 9회를 각각 막아내며 2차전은 삼성의 승리로 마무리되며 승부는 원점이 되었다.

### 3차전
2014년 11월 7일 - 목동야구장
| 팀 | 1 | 2 | 3 | 4 | 5 | 6 | 7 | 8 | 9 | R | H | E | B |
| 삼성 라이온즈 ◄ | 0 | 0 | 0 | 0 | 0 | 0 | 0 | 1 | 2 | 3 | 7 | 0 | 6 |
| 넥센 히어로즈 | 0 | 0 | 0 | 0 | 1 | 0 | 0 | 0 | 0 | 1 | 4 | 2 | 2 |
| 승리 투수: 안지만 패전 투수: 한현희 세이브: 임창용 홀드: 조상우 홈런: 삼성 – 박한이(한현희 상대로 9회 2점) 넥센 – 비니 로티노(장원삼 상대로 5회 1점) |   |   |   |   |   |   |   |   |   |   |   |   |   |

- 애국가 : 가수 손승연
- 시구 : 김남진 소방위 (과천소방서 중앙119센터)
- 3차전 MVP: 삼성 박한이 -  5타수 1안타(1홈런) 2타점
- 삼성 임창용, 1997년 한국시리즈 4차전 이후 6224일(17년 14일) 만에 한국시리즈 세이브
- 심판합의판정
  - 2회초 2사 김상수의 낫아웃 상황: 최초판정 - 아웃 / 합의판정 - 세이프(PS 4번째, KS 1번째)

3차전 선발로 삼성은 장원삼이, 넥센은 오재영이 각각 등판하였다.
양 팀의 선발은 5회까지 양 팀 타선을 막아내며 팽팽한 투수전을 전개하였다. 특히 삼성 선발 장원삼은 4회 1사까지 단 하나의 안타도 내주지 않았다. 0의 균형이 깨진것은 5회말 1사 후 비니 로티노가 좌측 담장을 넘어가는 솔로 홈런(비거리: 110m)를 작렬 시키며 넥센이 선취 득점에 성공했다.
삼성은 6회초에 넥센의 바뀐 투수 조상우를 상대로 2사 2-3루 찬스를 맞았으나,  진갑용이 2루수 직선타로 잡히며 역전에 실패하였다. 넥센은 승리를 지키기 위해 7회초 1아웃에 손승락을 올리는 초 강수를 두었으나, 8회초 삼성이 2사 1루에서 이승엽의 타구를 강정호가 낙하 지점을 제대로 찾지 못해 좌익수 - 중견수 - 2루수 사이에 떨어지는 행운의 안타로 최형우의 안타때 대주자로 교체되어 나온 박해민이 홈까지 질주하여 동점을 만들면서 실패로 돌아간다.
삼성은 7회말 1사부터 안지만이 올라와서 단 1피안타로 막아냈고, 바로 9회초 2사 후 바뀐 넥센의 투수 한현희를 상대로 야마이코 나바로가 볼넷으로 출루 한 후에 박한이가 중앙 담장을 넘어가는 역전 2점 홈런(비거리: 120m)을 작렬시키며 경기를 뒤집었다.
이 후 삼성은 9회말 마무리 임창용이 유한준을 중견수 박해민의 호수비의 도움으로 잡고 박병호를 1루 파울플라이로 처리하였고, 마지막 타자 강정호를 삼진 처리하면서 시리즈 2승째를 거두게 되었다.

### 4차전
2014년 11월 8일 - 목동야구장
| 팀 | 1 | 2 | 3 | 4 | 5 | 6 | 7 | 8 | 9 | R | H | E | B |
| 삼성 라이온즈 | 0 | 0 | 0 | 0 | 0 | 0 | 1 | 0 | 2 | 3 | 4 | 1 | 2 |
| 넥센 히어로즈 ◄ | 2 | 3 | 0 | 2 | 0 | 0 | 1 | 1 | X | 9 | 9 | 1 | 3 |
| 승리 투수: 앤디 밴 헤켄 패전 투수: J.D. 마틴 홈런: 삼성 – 야마이코 나바로(앤디 밴 헤켄 상대로 7회 1점) 넥센 – 유한준(배영수 상대로 2회 3점, 김현우 상대로 7회 1점), 이택근(배영수 상대로 4회 2점), 박헌도(차우찬 상대로 8회 1점) |   |   |   |   |   |   |   |   |   |   |   |   |   |

- 애국가 : 뮤지컬 배우 홍지민
- 시구 : 박주상 (급성림프구성백혈병 투병 어린이)
- 4차전 MVP: 넥센 앤디 밴 헤켄 - 7이닝 2피안타(1피홈런) 무사사구 1실점 4탈삼진 (투구수 80개)
- 넥센 서건창, 한 이닝 최다 도루: 1회말 2개(PS 10번째, KS 4번째)
- 삼성 배영수, 한국시리즈 통산 투수 최다 출장 단독 1위(24경기)
- 넥센 유한준, 포스트시즌 한경기 최다 홈런 타이: 2개(PS 26번째, KS 11번째)
- 넥센 앤디 밴 헤켄, 한국시리즈 연속 타자 범타 신기록: 30타자(종전 기록 배영수 24타자, 2004년 한국시리즈)
- 넥센 박헌도, 한국시리즈 역대 8번째 대타 홈런(PS 21번째)
- 넥센, 한국시리즈 한 팀 한 경기 최다 홈런 타이: 4개(3번째)
- 한국시리즈 한 경기 최다 홈런 타이: 5개 / 넥센 4개 : 삼성 1개(4번째)

4차전 선발로 삼성은 J.D. 마틴이, 넥센은 앤디 밴 헤켄이 각각 등판하였다.
넥센은 1회말 서건창의 안타와 2루 도루에 이어 1사 후 3루 도루로 만들어진 1사 3루에서 유한준의 우익수 희생 플라이로 선취 득점에 성공했다. 뒤이어 박병호의 2루타로 2사 2루에서 강정호의 타구를 삼성 3루수 박석민 실책을 저지른 사이 박병호가 홈 쇄도하며 2득점째를 올렸다.
뒤이어 2회말에는 1사후 박동원과 서건창이 연속 사사구로 삼성 선발 J.D. 마틴을 강판 시켰고 이택근의 삼진 상황에서 폭투가 발생하며 만들어진 2사 2-3루 상황에서 유한준이 바뀐 투수 배영수로부터 3점 홈런(비거리: 110m)을 때려내며 5:0으로 경기 초반 멀지감치 달아났으며 4회말 넥센은 2사 1루에서 이택근의 2점 홈런(비거리: 120m)으로 경기 초중반 일지감치 승부를 결정지었다.
반면 삼성 타자들은 넥센 선발 앤디 밴 헤켄으로부터 6회까지 단 한번도 출루하지 못했으나 7회초 선두타자 야마이코 나바로가 목동구장 백스크린을 때리는 1점 홈런(비거리: 125m)를 작렬 시키며 앤디 밴 헤켄의 퍼펙트행진을 깨트렸다.
그러자 넥센은 7회말 유한준이 김현우로부터 다시한번 홈런포(비거리: 120m)를 작렬시키며 달아나는데 성공했으며 8회말에는 차우찬으로부터 대타 박헌도가 1점 홈런(비거리: 115m)를 작렬시키며 축포를 쏘아올렸다.
삼성은 9회초 김태완과 박한이가 8회부터 올라온 한현희로부터 연속 볼넷을 얻어냈고 이 후 바뀐 투수 문성현이 채태인의 타구를 잡지 못하는 실책을 저지르며 만들어진 무사 만루에서 최형우의 병살타로 1점, 2사 3루에서 조동찬의 1타점 적시타로 2점을 내는데 그쳤고 이승엽이 중견수 플라이로 물러나며 넥센이 시리즈 균형을 맞추는데 성공했다.

### 5차전
2014년 11월 10일 - 서울종합운동장 야구장
| 팀                                               | 1 | 2 | 3 | 4 | 5 | 6 | 7 | 8 | 9 | R | H | E | B |
| 넥센 히어로즈                                    | 0 | 0 | 0 | 0 | 0 | 1 | 0 | 0 | 0 | 1 | 5 | 1 | 1 |
| 삼성 라이온즈 ◄                                  | 0 | 0 | 0 | 0 | 0 | 0 | 0 | 0 | 2 | 2 | 7 | 0 | 6 |
| 승리 투수: 안지만 패전 투수: 손승락 홀드: 조상우 |   |   |   |   |   |   |   |   |   |   |   |   |   |

- 애국가 : 필리핀 아라우부대 대원 (영상)
- 시구 : 어우홍 (원로 야구인) / 시타 : 김재박 (현대 유니콘스 통산 4회 우승 주역)
- 5차전 MVP: 삼성 최형우 -  4타수 2안타 2타점(9회말 끝내기 2타점 적시타)
- 삼성 진갑용, 한국시리즈 최다 경기 출전 타이기록: 58경기 (SK 박진만)
- 삼성 박한이, 한국시리즈 최다 사사구 신기록: 37개

5차전 선발로 삼성은 릭 판 덴 휘르크가, 넥센은 헨리 소사가 각각 등판하였다.
경기 초반 삼성이 많은 득점 기회를 잡았지만, 후속타 불발 및 상대의 호수비로 번번이 득점에 실패하며, 경기는 팽팽한 투수전으로 전개되며 5회까지 팽팽한 0의 균형은 6회초에 깨졌다.
넥센은 6회초, 선두타자 박헌도의 안타와 박동원의 희생번트로 만든 1사 2루에서 서건창의 우전 안타로 선취점을 획득하는데 성공했다. 이후 양 팀의 선발 투수는 투수전을 펼치며 릭 반덴허크는 7이닝 1실점, 헨리 소사는 6.1이닝 무실점으로 호투하고 마운드를 불펜에게 넘겼다.
삼성은 8회말 조상우에게 채태인의 안타, 최형우의 볼넷, 이승엽의 몸에 맞는 공으로 무사 만루 찬스를 잡았으나, 넥센의 바뀐 투수 손승락으로부터 단 1점도 뽑아내지 못했다.
하지만 9회말 1사 후 야마이코 나바로의 타구를 넥센 유격수 강정호가 잡다가 놓치는 실책을 저지르자, 삼성은 이 기회를 놓치지 않고 박한이가 삼진 아웃으로 물러난 2사 이후 채태인의 안타로 2사 1,3루 상황에서 4번타자 최형우가 우익 선상으로 빠지는 기적같은 끝내기 2타점 적시 2루타를 치면서 삼성은 통합 4연패에 단 1승만 남겨두게 됐다.

### 6차전
2014년 11월 11일 - 서울종합운동장 야구장
| 팀                                                                                      | 1 | 2 | 3 | 4 | 5 | 6 | 7 | 8 | 9 | R  | H  | E | B |
| 삼성 라이온즈 ◄                                                                         | 0 | 0 | 4 | 0 | 0 | 3 | 3 | 0 | 1 | 11 | 11 | 1 | 8 |
| 넥센 히어로즈                                                                           | 0 | 0 | 0 | 1 | 0 | 0 | 0 | 0 | 0 | 1  | 4  | 3 | 2 |
| 승리 투수: 윤성환 패전 투수: 오재영 홈런: 삼성 – 야마이코 나바로(조상우 상대로 6회 3점) |   |   |   |   |   |   |   |   |   |    |    |   |   |

- 애국가 : 팝페라 부부 듀오 '듀오아임'
- 시구 : KT 위즈 마스코트 '빅' / 시타 : KT 위즈 마스코트 '또리'
- 6차전 MVP: 윤성환 - 6이닝 3피안타 1사사구 1실점 4탈삼진 (투구수 89개)
- 한국시리즈 MVP: 야마이코 나바로 타율 .333 24타수 8안타(4홈런) 10타점 8득점
- 삼성 최형우, 포스트시즌 통산 최다 2루타 신기록: 14개
- 삼성 야마이코 나바로, 한국시리즈 한 시리즈 최다 홈런 타이기록: 4개
- 삼성 진갑용, 한국시리즈 최다 출전 신기록: 59경기
- 심판 합의판정
  - 6회초 무사 박한이의 유격수 땅볼 상황: 최초판정 - 아웃 / 합의판정 - 세이프(PS 5번째, KS 2번째)

6차전 선발로 삼성은 윤성환이, 넥센은 오재영이 각각 등판하였다
승부는 삼성의 3회초 공격에서 갈렸다. 이지영의 안타와 김상수의 번트 타구를 오재영이 처리하지 못하며, 주자가 늘었고, 이 후, 야마이코 나바로의 희생번트와 박한이의 볼넷으로 만든 1사 만루에서 채태인의 2타점 적시타와 최형우의 2타점 2루타로 4:0으로 앞서나갔다.
그러자, 넥센은 4회말, 선두타자 서건창의 안타 후, 이택근의 좌중간으로 떨어지는 1타점 2루타를 기록하며, 추격에 나섰지만, 삼성의 선발투수 윤성환에 구위에 눌려 추가점을 얻는데에는 실패했다.
이 후, 6회초, 이지영의 몸에 맞는 볼에 이어 김상수의 번트 타구를 이번에는 박병호가 미끄러져 처리하지 못하는 실책을 저지르며 무사 1,2루의 상황을 만들었고, 다음 타자인 야마이코 나바로가 좌중간 담장을 넘기는 3점 홈런(비거리: 125m)를 터뜨리며 스코어를 7:1로 벌려놓았다.
삼성은 이후, 7회초에 박석민과 이승엽의 볼넷과 김헌곤의 희생 번트로 만든 1사 2,3루에서 대타 우동균의 2타점 적시타와 야마이코 나바로의 1타점 적시타로 3점을 추가했고, 9회초에는 진갑용의 안타와 김상수의 2루 땅볼로 만든 2사 2루에서 야마이코 나바로의 1타점 적시타로 점수를 11:1로 벌리며 사실상 승부를 결정지었다.
반면, 넥센은 전날 있었던 5차전 최형우에게 통한의 2타점 2루타를 맞고 역전패를 당했던 여파로, 수비에서 실수가 빈번히 나온 것은 물론이고, 타선에서도 윤성환에게 막혀 1득점에 그칠 정도로 응집력이 떨어져 공수에서 삼성에 압도당하며 무기력한 패배를 당하고 말았다.
이후, 삼성은 9회말에 등판한 임창용이 마지막 타자인 박병호를 우익수 플라이로 잡으며 한국프로야구 역사상 전무후무한 4년 연속 통합 우승을 차지하였다. 한국시리즈 MVP는 기자단 투표에서 73표 중 32표를 받은 야마이코 나바로가 차지하며, 역대 한국시리즈 3번째로 외국인 선수 MVP가 되었다.

## 중계 일정
2014년 한국 시리즈는 다음과 같은 방송사로부터 중계방송된다.

### TV 중계
- 1차전
  - MBC TV 캐스터:한명재 해설:허구연
- 2차전
  - KBS 2TV 캐스터:김현태 해설:이용철
- 3차전
  - MBC TV 캐스터:한명재 해설:허구연
- 4차전
  - SBS TV 캐스터:정우영 해설:이순철
- 5차전
  - KBS 2TV 캐스터:김현태 해설:이용철
- 6차전
  - SBS TV 캐스터:정우영 해설:이순철

### 라디오 중계
- 1차전
  - KBS 제2라디오 캐스터 김관동 해설 이용철
  - 대구MBC 라디오 (대구,경북 로컬)
  - 대구방송
- 2차전
  - 대구MBC 라디오 (대구,경북 로컬)
  - 대구방송
- 3차전
  - KBS 제2라디오 캐스터 유지철 해설 이용철
  - 대구MBC 라디오 (대구,경북 로컬)
  - 대구방송
- 4차전
  - SBS 라디오 캐스터 염용석 해설 김정준
  - 대구MBC 라디오 (대구,경북 로컬)
  - 대구방송
- 5차전
  - KBS 제2라디오 캐스터 이재홍 해설 동봉철
  - 대구MBC 라디오 (대구,경북 로컬)
  - 대구방송
- 6차전
  - KBS 제2라디오
  - 대구MBC 라디오 (대구,경북 로컬)
  - 대구방송

## 같이 보기
- 2014년 한국프로야구
- 2014년 월드 시리즈
- 2014년 일본 시리즈